# Matlalatzin
Matlalatzin je bila aztečka kraljica kao supruga kralja Chimalpopoce te je bila kraljevna Tlatelolca. Otac joj je bio kralj Quaquapitzahuac, a brat kralj Tlacateotl. 
Chimalpopoca i Matlalatzin bili su bratić i sestrična te su dobili nekoliko djece, uključujući Tezozomoca.